# تشرفارا دي روما
تشرفارا دي روما هي بلدة تقع في العاصمة روما في إيطاليا .

## السكان
في سنة 1871 بلغ عدد السكان 1٬438 نسمة، وتطور العدد ليصل في سنة 2011 لـ 472 نسمة.
يظهر هذا المخطط البياني تطور النمو السكاني لـ تشرفارا دي روما

## توأمة
لتشرفارا دي روما اتفاقيات توأمة مع:
- محافظة ستروغا